# CORC
CORC是由OCLC所主導的一項網路資源合作編目計劃，全名是Cooperative Online Resource Catalog。它是採用Web-based雛型系統，主要目的是希望透過圖書館間的合作方式，發展自動化工具以創造、選擇、組織及維護網頁資源。CORC原為一項圖書館間合作進行網路資源編目的研究計畫，而後發展成為付費的服務方式，參與的圖書館可使用CORC所提供的自動化機制與相容的標準，進行網路資源的合作編目與共享，其最終目標是為促使數量龐大的網路資源，尤其是具有保存利用價值者，得以更有效完整地被取得及利用。 

## 源起
CORC為OCLC研究部門（Office of Research）於1998年8月所提出的一項計畫，經過數月的設計與發展，至1999年1月始開放給圖書館進行網路資源的描述。
目前情況：CORC自2000年7月起，成為OCLC一項正式的付費產品與服務，至此，資料庫內已超過350,000筆的記錄，一部份來自NetFirst與InterCat計劃的成果，其餘，則由參與CORC計劃的圖書館所完成，並以每月約5000筆的記錄成長著，國內則有臺灣大學（負責台灣文化及藝術方面）及政治大學（負責台灣政府及學術方面）配合OCLC之CORC國際性合作計畫，進行國內網路資源（以英文資源為主）的分編。

## CORC提供的系統功能
CORC可以提供： 
- 自動給予杜威分類號及次分類法並產生記錄（如書目記錄）
- 入口網頁（pathfinder page）產生及編輯的工具
- 自動維護記錄中 URL位址
- 幾種metadata格式的輸出與轉入
- 資料庫檢索服務，包括相關檢索及支援Unicode的檢索與資料展現
- 透過CORC計劃，館員可以創造、編輯、輸入及輸出網頁書目記錄：
- 可以OCLC-MARC或Dublin Core格式描述及展現書目記錄
- 可重新使用現有的網頁記錄以建置新的Digital Pathfinders
- 產生權威記錄

## CORC所具備之優勢
- 建立在圖書館界大規模的合作基礎之上。
- 將各館依其標準所建立的資源，整合至單一的資料庫內。
- 強調系統與工具的應用。科技的基礎建設是CORC的主力，CORC以自動化的工具及各項國際性的標準，協助館員對於記錄的選擇、創造、維護與加強檢索。
- 以全球為服務範圍。由於CORC支援Unicode，得以儲存與顯示不同字元之資料，未來將朝分散式CORC的方向發展，以提供更符合顧客需求導向的使用者介面，例如不同語言的使用者介面及其名稱、主題權威檔等。
- 整合圖書館界早已存在的作業程序。
- 適用傳統的圖書館技術，包括權威控制、檢索控制、分類、主題描述與合作的概念等。
- 支援人工編制的資源示意圖，藉由CORC所提供的自動化工具，資源示意圖的產生與維護更快、更容易。CORC 協助編製資源示意圖的功能亦使館員得以整合實體與數位化資源。
- 支援多重詮釋資料的架構。
- 以自給、自立為計畫目標。為維持整個系統的運作，CORC採行OCLC的記錄使用政策，基本上各館自行建立的資料可以自由使用，但若要使用它館建立的資源，則必須付費。